# Distorsionella
Distorsionella is een geslacht van weekdieren uit de klasse van de Gastropoda (slakken).

## Soorten
- Distorsionella lewisi (Beu, 1978)
- Distorsionella pseudaphera Beu, 1998